# Tractat de San Francisco
El Tractat de San Francisco (サンフランシスコ講和条約, San-Furanshisuko kōwa-Jōyaku) o Tractat de Pau de San Francisco (日本国との平和条約, Nihon-koku to no Heiwa-Jōyaku), va restablir les relacions pacífiques entre el Japó i les forces aliades en nom de les Nacions Unides posant fi a l'estat legal de guerra i proporcionant reparació per a accions hostils fins a la Segona Guerra Mundial. Va ser la culminació del procés de pau iniciat amb la rendició del Japó el 15 d'agost de 1945, posant fi a més de sis anys de conflicte armat que havien devastat gran part del món. Oficialment va ser signat per 49 nacions el 8 de setembre de 1951 a San Francisco, a l'estat de Califòrnia, al War Memorial Opera House. Itàlia i la Xina no van ser convidades, aquesta última a causa de desacords sobre si la Repúlica de la Xina o la República Popular de la Xina representaven el poble xinès. Corea tampoc va ser convidada a causa d'un desacord similar sobre si Corea del Sud o Corea del Nord representaven al poble coreà.
El tractat va entrar en vigor el 29 d'abril de 1952. Va posar fi al paper del Japó com a potència imperial, va assignar una compensació a les nacions aliades i els antics presoners de guerra que havien patit crims de guerra japonesos durant la Segona Guerra Mundial,va acabar amb l'ocupació aliada del Japó després de la guerra i va retornar-hi la plena sobirania. Aquest tractat es basava en gran manera en la Carta de les Nacions Unides i la Declaració Universal dels Drets Humans per enunciar els objectius dels aliats. Els principals objectius eren establir les bases per a una pau duradora al Pacífic, delimitar les responsabilitats del Japó com a nació derrotada i establir un marc per a la seva reintegració a la comunitat internacional. A més el tractat va preveure els termes per a la desmilitarització del Japó, la serva renúncia a les armes de destrucció massiva i la seva adhesió als principis de pau i seguretat internacionals. En l'article 11, el Japó va acceptar les sentències del Tribunal Militar Internacional per a l'Extrem Orient i d'altres tribunals de crims de guerra aliats imposat al Japó tant dins com fora del país. Es van incloure disposicions sobre els béns japonesos a l'exterior, les indemnitzacions per als supervivents de la guerra, així com la liquidació de les reclamacions territorials i l'annexió de territorial que havia ocupat Japó durant el conflicte.
El tractat de 1951, juntament amb el Tractat de Seguretat signat aquell mateix any, és dit marcar el principi «del Sistema de San Francisco», aquest terme, encunyat per l'historiador John Dower, vol dir els efectes de la relació del Japó amb els Estats Units i el seu paper en l'arena internacional com està determinat per aquests dos tractats i es fa servir per parlar dels camins dels quals aquests efectes han governat la història postguerra del Japó.

## Assistents, signataris i ratificació
Els països que van participar en la signatura del Tractat de San Francisco van ser un total de 51 països. D’aquests, els més destacats van ser els Estats Units, el Regne Unit, la Unió Soviètica i França.
Llistat de països participants:
Aràbia Saudita, Argentina, Austràlia, Bèlgica, Bolívia, Brasil, Cambodja, Canadà, Ceilan, Colòmbia, Costa Rica, Cuba, Equador, El Salvador, Estats Units, Etiòpia, Filipines, França, Guatemala, Haití, Hondures, Indonèsia, Iran, Japó, Laos, Líban, Libèria, Luxemburg, Mèxic, Nicaragua, Noruega, Nova Zelanda, Països Baixos, Pakistan, Panamà, Paraguai, Perú, Polònia, Egipte, Grècia, Iraq, Regne Unit, República Dominicana, Síria, Turquia, Txecoslovàquia, Unió Soviètica, Unió Sud-africana, Uruguai, Veneçuela, Vietnam, Xile.
Birmània, l'Índia i Iugoslàvia també van ser convidades, però van decidir no participar. L'Índia va considerar certes disposicions del tractat com a limitacions de la sobirania japonesa i la independència nacional. Per aquesta raó, va signar un tractat de pau separat, el Tractat de Pau entre el Japó i l'Índia, amb el propòsit de donar al Japó una posició adequada d’honor i igualtat entre la comunitat de nacions lliures, el 9 de juny de 1952. Itàlia no va ser convidada, tot i que el seu govern havia emès una declaració formal de guerra al Japó el 14 de juliol de 1945. Tampoc van ser convidades Corea del Nord i Corea del Sud a causa del mateix problema. Tampoc va ser convidar Portugal malgrat haver estat envaït el seu territori de Timor Oriental pel Japó, havent romàs neutral en la guerra. Ni la República de Xina a Taiwan ni la República Popular de la Xina continental van ser convidades a causa de la Guerra Civil Xinesa i la controvèrsia sobre quin dels dos governs era el legítim.
L’absència de la Xina jugaria més tard un paper significatiu en la disputa del Mar de la Xina Meridional, específicament pel que fa a la relació diplomàtica general (o la manca d’aquests) entre els Estats Units i la Xina. L’absència de contacte entre els Estats Units i la Xina va fer impossible l’establiment de normes compartides, o fins i tot àrees de diferència mútuament reconegudes.
Dels 51 països participants, 48 països van firmar el tractat. Txecoslovàquia, Polònia i la Unió Soviètica es van negar a firmar-lo. Les Filipines van ratificar el Tractat de San Francisco el 16 de juliol de 1956, després de la signatura d’un acros de reparació entre ambdós països el maig d’aquell any. Indonèsia el va signar, però no el va ratificar. En canvi, va signar amb el Japó un acord bilateral de reparació i un tractat de pau el 20 de gener de 1958.

## Oposicions i objeccions al tractat de San Francisco

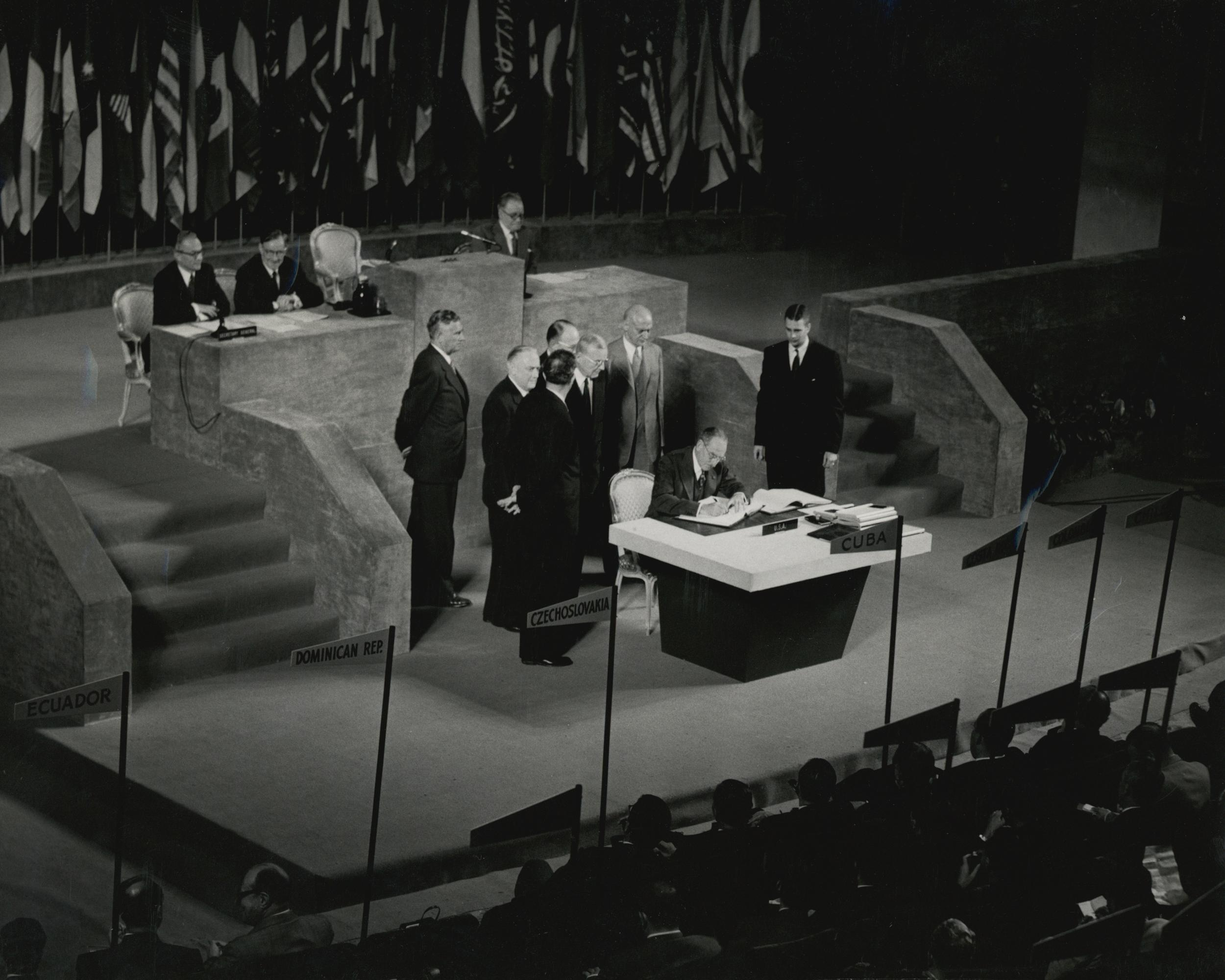
Signatura del tractat de San Francisco

La Unió Soviètica va participar en la conferència de San Francisco, i la delegació soviètica va ser dirigida pel viceministre d’Afers Exteriors Andrei Gromiko. Des de l’inici de la conferència, la Unió Soviètica va expressar una enèrgica i vocal oposició al projecte de text del tractat preparat pels Estats Units i el Regne Unit. La delegació soviètica va fer diversos intents de procediment fallits per aturar el procés. Gromiko va redactar una llarga declaració el 8 de setembre de 1951 on declarava diverses reclamacions i objeccions com que el tractat no proporcionava cap garantia contra l’ascens del militarisme japonès, que la Xina no va ser convidada a participar malgrat ser una de les principals víctimes de l’agressió japonesa, que la Unió Soviètica no va ser consultada adequadament quan es preparava el tractat, que el tractat violava els drets de la Xina a Taiwan i diverses illes, i altres objeccions. No va ser fins al 19 d’octubre de 1956 que el Japó i la Unió Soviètica van signar una Declaració conjunta que posava fi a la guerra i restaurava les relacions diplomàtiques.

## Territoris japonesos d'ultramar
El document oficialment renúncia els drets de tractat del Japó obtinguts del Protocol Bóxer de 1901 i els seus drets a Corea, Formosa (Taiwan), Hong Kong (una colònia britànica), les Illes Kurils, les Illes Pescadors, les Illes Spratly, Antàrtida i l'illa de Sajalín. El tractat no declara formalment quines nacions són sobiranes en aquestes àrees, una qüestió que alguns partidaris de la independència de Taiwan usen per a justificar l'autodeterminació taiwanesa segons l'Article 77b de la Carta de les Nacions Unides, que aplica administracions fiduciàries "a territoris que poden ser separats d'Estats enemics a conseqüència de la Segona Guerra Mundial." No obstant això, excepte les Ryūkyū, les àrees sobre les quals el Japó va renunciar a la sobirania mai van ser portades conforme a cap arranjament d'administració fiduciària de Nacions Unides formal i d'aquí les especificacions de l'Article 77 no van ser aplicades.
L'article 3 del tractat formalment posa a les illes Ryukyu, que inclouen Okinawa i els grups d'illes Amami, Miyako i Yaeyama, sota l'administració fiduciària estatunidenca. Les Illes Amami van ser traspassades finalment al Japó el 25 de desembre de 1953 i en 1969 les negociacions dels Estats Units amb el Japó van autoritzar la transferència d'autoritat sobre les Ryukyu al Japó per a ser posada en pràctica en 1972. En 1972, "la reversió" dels Estats Units de les Ryukyu va ocórrer juntament amb el traspàs del control de les Illes Senkaku (deshabitades) pròximes sense adoptar una actitud en la sobirania última de les Illes Senkaku, que són reclamades tant per la República Popular de la Xina com per la República de la Xina (Taiwan).
Per l'Article 11 el Japó va acceptar els judicis del Tribunal Militar Internacional per a l'Orient Llunyà i d'altres Tribunals Aliats de Crims de Guerra, tots dos dins i fora del Japó i va consentir a complir les sentències imposades així sobre ciutadans japonesos empresonats al Japó.
El document posterior va posar pautes per a la repatriació de presoners de guerra i renúncia a la futura agressió militar conforme a les pautes posades per la Carta de Nacions Unides. El document anul·la tractats previs i posa el marc per a l'estatus actual del Japó de conservar unes forces armades que són purament defensives en naturalesa.
Alguns partidaris de la independència de Taiwan sostenen que el Tractat de San Francisco justifica la independència de Taiwan perquè no concedeix explícitament Taiwan a la República de la Xina o a la República Popular de la Xina. Aquesta justificació legal és rebutjada tant pel govern de la República de la Xina com pel de la República Popular, els quals tots dos basen les seves reclamacions legals sobre Taiwan en l'Acta de Rendició del Japó que, argumenten, incorpora la Declaració de Potsdam i la Declaració del Caire. A més, en anys més recents, partidaris de la independència de Taiwan més sovint confiaven en arguments basats en autodeterminació i sobirania popular i menys en arguments purament legals.

## Compensació dels Països Aliats
El tractat de San Francisco va establir les compensacions i reparacions que rebrien els països aliats com a resultat de les pèrdues i danys soferts durant la Segona Guerra Mundial. Aquests pagaments es va estructurar principalment en forma de pagaments econòmics, ajuda en forma de reconstrucció i altres formes de suports financers.
D'acord amb l'article 14 del Tractat, les forces aliades van confiscar tots els actius propietat del govern japonès, empreses, organització i ciutadans privats, en tots els països colonitzats o ocupats, excepte la Xina, que va ser tractada en virtut de l'article 21. La Xina va repoblar tots els actius japonesos a Manxúria i Mongòlia Interior, que incloïa mines i infraestructura ferroviària. A més, l'article 4 del tractat va declarar que "la disposició de la propietat del Japó i dels seus nacionals... i les seves reclamacions... contra les autoritats que actualment administren aquestes àrees i els residents... seran objecte d'acords especials entre el Japó i aquestes autoritats." Encara que Corea no era un estat signatari del tractat, també tenia dret als beneficis de l'article 4 per les disposicions de l'article 21.
La clàusula 16 del Tractat de San Francisco assenyala:
En senyal del seu desig d'indemnitzar a aquells membres de les forces armades dels Poders Aliats que van sofrir privacions excessives mentre els presoners de guerra del Japó, el Japó transferirà els seus actius i aquells dels seus ciutadans en països que eren neutres durant la guerra, o que estaven en la guerra amb qualsevol dels Poders Aliats, o, a la seva opció, l'equivalent de tals actius, al Comitè Internacional de la Creu Roja que liquidarà tals actius i distribuirà el fons consegüent per a assignar agències nacionals, a benefici d'antics presoners de guerra i les seves famílies en tal base quan això pot determinar de ser equitatiu. Les categories d'actius descrits en l'Article 14 del Tractat present seran excloses de transferència, així com actius de persones naturals japoneses no residents del Japó en la primera entrada en vigor del Tractat. És igualment entès que la provisió de transferència d'aquest Article no té cap aplicació a les 19,770 accions en el Banc per a Establiments Internacionals actualment posseïts per institucions financeres japoneses.
En conseqüència, el Japó va pagar £ 4.500.000 a la Creu Roja.
La clàusula 14 del tractat va declarar que "el Japó signarà puntualment negociacions amb Poders Aliats tan desitjosos, els territoris presents dels quals van ser ocupats per forces japoneses i danyats pel Japó, amb la intenció de l'assistència a compensar aquells països per al cost de reparar el mal fet, posant els serveis a la disposició de les persones japoneses en la producció, salvant i un altre treball per als Poders Aliats en qüestió."
En conseqüència, Filipines i Vietnam del Sud van rebre una compensació el 1956 i 1959, respectivament. Birmània i Indonèsia no van ser signataris originals, però més tard van signar tractats bilaterals de conformitat amb l'article 14 del Tractat de San Francisco.
El ien militar japonès emès per la força a Hong Kong, Papua Nova Guinea, Filipines, Taiwan i altres llocs per l'avantatge econòmic del Japó no van ser honrats per ells després de la guerra. Això va causar molt sofriment, però les reclamacions de l'Associació de Reparació de Hong Kong el 1993, en un tribunal de districte de Tòquio, van fracassar el 1999. El tribunal va reconèixer el sofriment del poble de Hong Kong, però va raonar que el Govern del Japó no tenia lleis específiques relatives a la compensació militar del ien i que el Regne Unit era un signatari del Tractat de San Francisco.
Pel que fa a la Xina, el 29 de setembre de 1972, el Govern de la República Popular de la Xina va declarar "que en interès de l'amistat entre els xinesos i els japonesos, renuncia a la seva demanda de reparació de guerra del Japó" en l'article 5 de la Comuna Conjunta del Govern del Japó i el Govern de la República Popular de la Xina.